# No soy el mismo (Lado C)
No soy el mismo (subtitulado como Lado C) es el tercer EP del cantante puertorriqueño Gocho. Se lanzó el 7 de noviembre de 2024 bajo el sello discográfico de Forgiven Music.
El álbum se caracteriza por una variedad entre ritmos como reguetón y pop, y por ser la continuación de su anterior EP. Asimismo el 7 de noviembre de 2024, el álbum se presentó antes que su sencillo «Poco a poco».
De este álbum, se desprenden algunos sencillos como: «Ajedrez», «Cuando te busco» y «Dicen». En este álbum, está incluida la participación especial de Natan el Profeta, Gabriel EMC y David Muguercia.

## Lista de canciones
| N.º | Título                                       | Duración |  |
| 1.  | «Háblame»                                    | 3:26     |  |
| 2.  | «Poco a poco»                                | 3:01     |  |
| 3.  | «Dicen» (con Natan el Profeta y Gabriel EMC) | 3:49     |  |
| 4.  | «Cuando te busco» (con David Muguercia)      | 3:29     |  |
| 5.  | «Ajedrez»                                    | 3:23     |  |
| 6.  | «No soy el mismo»                            | 2:26     |  |